# Ranunculus dingjieensis
Ranunculus dingjieensis L. Liou – gatunek rośliny z rodziny jaskrowatych (Ranunculaceae Juss.). Występuje endemicznie w Chinach, w południowym Tybecie. 

## Morfologia
PokrójBylina o owłosionych pędach. Dorasta do 1–3 cm wysokości.
LiścieSą trójdzielne. Mają kształt od romboidalnego do okrągło owalnego. Mierzą 0,5 cm długości oraz 0,5 cm szerokości. Ogonek liściowy jest nagi lub lekko owłosiony i ma 1–1,5 cm długości.
KwiatySą pojedyncze. Pojawiają się na szczytach pędów. Mają żółtą barwę. Dorastają do 6–12 mm średnicy. Mają 5 eliptycznych działek kielicha, które dorastają do 2–4 mm długości. Mają 5 owalnych lub eliptycznych płatków o długości 3–6 mm.

## Biologia i ekologia
Rośnie na górskich łąkach. Występuje na wysokości od 4500 do 4800 m n.p.m. Kwitnie w czerwcu. Latem preferuje stanowiska w cieniu. Dobrze rośnie na wilgotnym, próchnicznym podłożu.